# Steve Harper
Stephen Alan "Harps" Harper (Easington, 14. ožujka 1975.) engleski je umirovljeni nogometni vratar.

### Newcastle United
Godine 1993. Harpera je doveo Newcastle United iz lokalnog kluba Seaham Red Star za nominalnu naknadu. Bio je zamjena za prvog vratara Pavela Srníčeka nakon njegova dolaska u Newcastle. Bio je na posudbama u klubovima: Bradford City, Gateshead, Stockport County, Hartlepool United i Huddersfield Town prije nego što je debitirao za Newcastle 1999. Dugo godina bio je zamjena Shayu Givenu, a postao je prvi vratar kad je Given otišao 2009. u Manchester City.
Harper je i licencirani nogometni sudac.

## Vanjske poveznice
- (engl.) Profil  Arhivirana inačica izvorne stranice od 21. siječnja 2012. (Wayback Machine) na službenoj stranici Newcastle Uniteda
- (engl.)Profil na Soccerbase.com